# Programmazione procedurale
In informatica la programmazione procedurale è un paradigma di programmazione che consiste nel creare dei blocchi di codice sorgente, identificati da un nome e racchiusi da dei delimitatori, che variano a seconda del linguaggio di programmazione; questi sono detti anche sottoprogrammi (in inglese subroutine), procedure o funzioni, a seconda del linguaggio e dei loro ruoli all'interno del linguaggio stesso. Il nome deriva dal linguaggio COBOL, che è stato il primo a utilizzare questo concetto.

## Descrizione
Questi blocchi possono essere dotati di parametri, cioè variabili locali i cui valori vengono forniti o passati dall'esterno del blocco di codice ed eventualmente esportati; esistono due tipi di parametri: quelli di tipo valore e quelli di tipo variabile; nei primi viene passato un valore che, se modificato, non viene comunque salvato al termine del sottoprogramma; nel tipo variabile invece, viene comunicato l'indirizzo della cella di memoria (ad esempio tramite un puntatore) al quale troviamo l'informazione, che può quindi essere modificata effettivamente e permanentemente. All'interno di un sottoprogramma possono essere generalmente definite o dichiarate delle variabili locali, che vengono deallocate al termine del sottoprogramma stesso; il loro contenuto viene quindi perso se non salvato o trasmesso altrimenti.
In Pascal, le procedure sono distinte dalle funzioni perché non restituiscono un valore associato al nome della procedura stessa, e non possono quindi apparire a destra di una istruzione di assegnazione; i blocchi di codice sono racchiusi tra un Begin e un End; (parole riservate, il punto e virgola fa parte dell'istruzione).
In Linguaggio C esiste solo la funzione, che può o meno restituire valori; lo stesso dicasi per il Java e il PHP; i blocchi sono racchiusi tra parentesi graffe. In Visual Basic abbiamo procedure e funzioni, il cui codice è strutturato nel seguente modo:

Per le procedure:
```
Sub
 
NomeProcedura
(
Lista
 
parametri
)

    
Dichiarazioni
 
e
 
Istruzioni

End
 
Sub

```

Per le funzioni:
```
Function
 
NomeFunzione
(
Lista
 
parametri
)
 
As
 
TipoDiRitorno

    
Dichiarazioni
 
e
 
Istruzioni

    
Return
 
Espressione

End
 
Function

```